# Агуф, Марк Михайлович
Марк Михайлович Агуф (18 октября 1919, Харьков — 26 августа 1986, Киев) — советский архитектор. Член Союза архитекторов Украины (1950), кандидат архитектуры (1963).

## Биография
В 1937–1948 учился (с перерывом октябрь 1941 — июнь 1945) в Киевский художественный институт. Всю войну провёл в 423-м стрелковом полку 166-й стрелковой дивизии как топограф-картограф и старший писарь оперативной группы штаба полка. С полком воевал на Северо-Западном, Воронежском, Калининском, Втором Прибалтийском фронтах. Закончил войну на Ленинградском фронте в Латвии. С 1943 года — член ВКП(б) (КПСС).
Январь–май 1948 — старший научный сотрудник Института истории и теории архитектуры Академии архитектуры УССР, май 1948 — февраль 1957 — младший научный сотрудник Института архитектуры сооружений АА УССР, февраль 1957 — июль 1977 — старший научный сотрудник НИИ архитектуры сооружений АСиА УССР (КиевЗНИИЭП), с июля 1977 — старший научный сотрудник сектора теории архитектуры КиевНИИТИ.
В 1948–1949 — в бригаде архитектора Владимира Заболотного на восстановлении и достройке сессионного зала здания Верховной Рады УССР. В течение 1949–1950 по его проекту во дворе здания Верховной Рады возведены два керамических фонтана.
В 1963 защитил диссертацию на тему «Средства и приемы архитектурной композиции массовой городской жилой застройки (на практике проектирования и строительства в Украинской ССР)» и получил учёную степень кандидата архитектуры.
Художник книги, автор обложек, титульных листов и шрифтовых композиций изданий Академии архитектуры УССР (1950-е): "Архитектура и благоустройство промышленных предприятий" А. Я. Хорхота (1953), "Памятники архитектуры Украины: Чертежи и фотографии" (1954) и др. В 1953 по его проекту был сооружён памятник на могиле писателя Александра Бойченко на Байковом кладбище в Киеве (заменён в 1969).

## Публикации

### Книги
- Рекомендации по внешней отделке панельных жилых домов. — Киев: Госгражданстрой УССР, 1962.
- Композиция и отделка фасадов. — Киев: Будівельник, 1969[1]
- Композиция и отделка крупнопанельных жилых зданий. — Киев: Будівельник, 1975 (соавтор М. Е. Руссаковский) [2]
- Проблемы повышения качества архитектуры. — Киев: Будівельник, 1979 (в соавторстве).
- Композиция городской жилой среды. — Киев: Будівельник, 1984[3]

### Альбомы
- «Архитектурное убранство фасадов»
- «Рекомендации по формированию жилых ячеек» (1972)
- «Формирование жилой ячейки» (альбом, 1978)

### Брошюры
- «Композиционные основы формирования городского жилищного среды» (1977)

### Статьи
- Агуф М. М. Житлове будівництво в Харкові // Архітектура і будівництво. — 1954. — № 6. — C. 8-12.
- Агуф М. М. Конкурс на проект планировки и застройки Московской площади в Киеве // Строительство и архитектура. — 1982. — № 3. — C. 14-16.